# Johann Ackerl
Johann Ackerl CanReg (* 27. Oktober 1851 in St. Florian, Oberösterreich; † 15. August 1923 ebenda) war ein österreichischer katholischer Priester, Stiftsherr und Theologieprofessor am Stift Sankt Florian sowie Schriftsteller.

## Leben

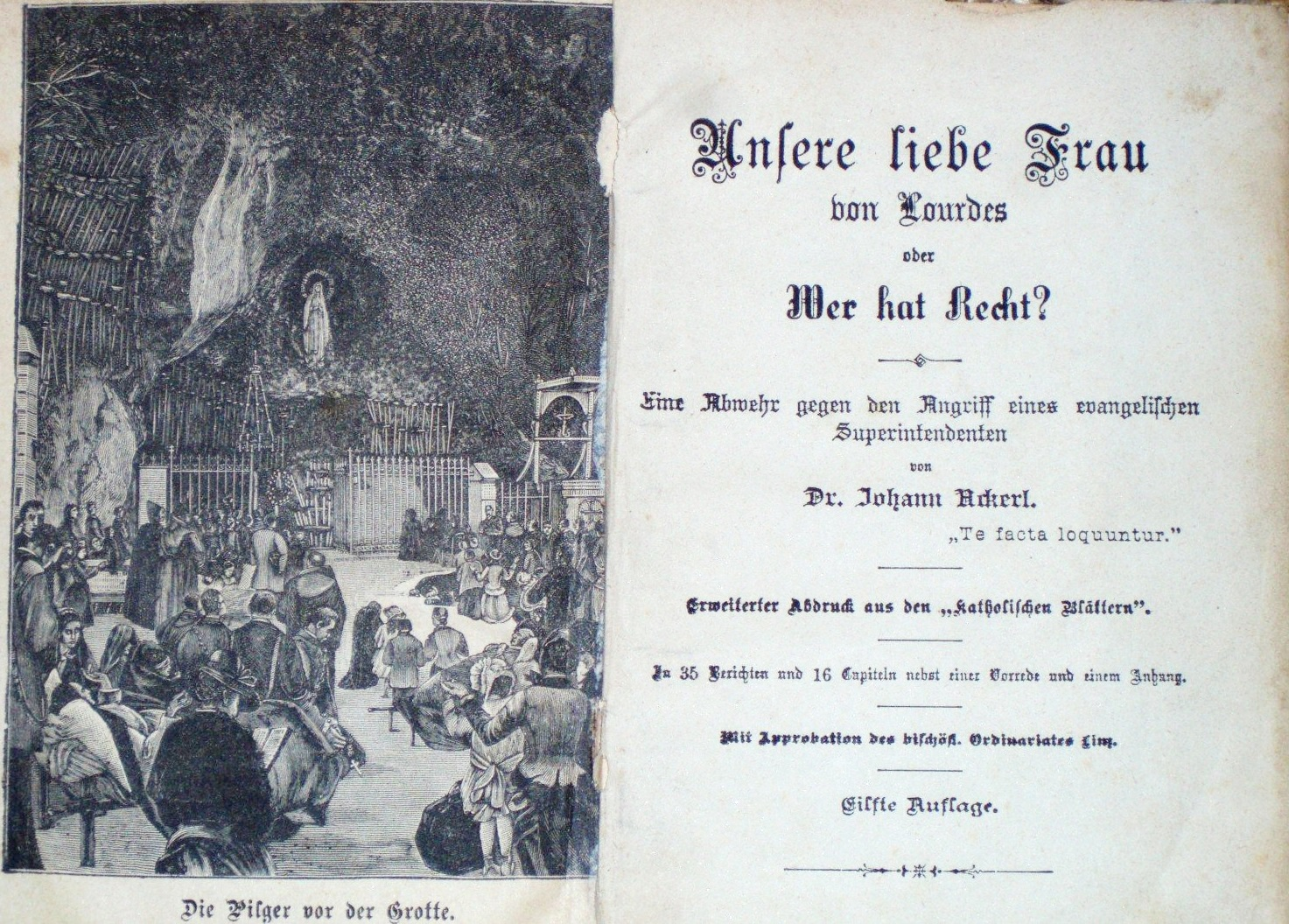
Unsere liebe Frau von Lourdes oder Wer hat Recht? Eine Abwehr gegen den Angriff eines evangelischen Superintendenten. Titelseite der 11. Auflage

Johann Ackerl, Sohn eines Maurers, trat 1870 ins Noviziat von Sankt Florian ein und begann dort das Theologiestudium. 1874 legte er die Profess ab und empfing im Folgejahr die Priesterweihe. 1877 ging er zur Fortsetzung des Studiums nach Innsbruck, 1883 folgte die Promotion zum Dr. theol. 1887 wurde er Professor für Pastoraltheologie, Homiletik und Katechetik an der theologischen Hauslehranstalt von Sankt Florian.
Von 1882 bis 1887 war er Kooperator in Wallern an der Trattnach. 1885 pilgerte er nach Lourdes. Zurückgekehrt veranlasste er den Bau einer Lourdesgrotte in Wallern. Die Kritik des lutherischen Superintendenten Jakob Ernst Koch an diesem Unternehmen löste eine jahrelange publizistische Kontroverse aus. Ackerls Schrift Unsere liebe Frau von Lourdes oder Wer hat Recht wurde in elf Auflagen fast eine Million Mal verkauft. Seine 1890 erschienene antiliberale Schrift Der Amtmann von Rüdipum wurde 1891 von der Staatsanwaltschaft Linz beschlagnahmt. Sie erschien im selben Jahr in gemilderter Form unter dem Titel Katholisch oder liberal?
1905 wurde Ackerl zum Stiftsdechanten von Sankt Florian gewählt. 1909 wurde er Konsistorialrat. Von beiden Ämtern trat er 1911 zurück. Danach leitete er das Linzer Stiftshaus von Sankt Florian.

## Veröffentlichungen
- Unsere liebe Frau von Lourdes oder Wer hat Recht? 1886 (auch auf Ungarisch: A lourdesi Boldogasszony – vagy kinek van igaza?)
- Katholisch oder liberal? 1891
- Unter Engeln und Teufeln. Erlebnisse auf der Romreise im Herbste 1891. 1892
- Am Mutterherzen oder Unsere liebe Frau von Lourdes und ihre Gegner. 1898
- Die Wissenschaft und die Wunder von Lourdes oder Kennt die Wissenschaft wirklich keine wunderbaren Heilungen? 1904
- Was ist wahr? Der Monistenführer Dr. Eduard Aigner in seinem Kampfe gegen U. L. Frau von Lourdes. 1914